# Associació de Bibliotecaris Valencians
L'Associació de Bibliotecaris Valencians és una associació de defensa i promoció del llibre i dels professionals de les biblioteques i centres de documentació valencians.
Els treballadors de biblioteques públiques municipals, depenien orgànicament dels seus ajuntaments, una situació que provocava certa descoordinació dintre del col·lectiu professional. A final dels anys 80 i principi dels 90 es van anar creant petits grups o associacions de defensa de la professió, fins que es van agrupar per donar lloc a l'AVB el 1991. Inicialment es va dedicar a fomentar la formació i a organitzar cursos i jornades bibliotecàries sobre temes d'informatització i automatització de Biblioteques Públiques, literatura infantil i animació a la lectura, entre d'altres.
Organitza les Jornades Bibliotecàries i convoca, des de 1993, els Premis de Literatura Infantil Samaruc, així com d'altres premis interns de la professió (Bibliotecari d'honor, Bibliotecari de l'any). Ha creat l'organització Bibliotecaris Sense Fronteres.
El 2000, va començar els tràmits per tal de crear un col·legi professional. L'Associació Valenciana d'Especialistes en Informació, després de la publicació al DOGV el 13 de maig de 2002, va voler participar en el procés de creació del Col·legi i dels estatuts. Entre ambdues associacions es va iniciar el procés de creació del Col·legi Oficial de Bibliotecaris, Arxivers i Documentalistes de la Comunitat Valenciana, aprovat a les Corts Valencianes el 2006 i establert com a tal el 2007. El 2014, l'entitat obtingué el premi Difusió dels premis Associació d'Escriptors en Llengua Catalana.
L'entitat atorga des del 1993 els premis de literatura infantil i juvenil Samaruc, que reconeixen la tasca en el camp de les lletres valencianes de defensa i difusió de la llengua i la cultura. La primera edició es va celebrar el 1993. Juntament amb els premis, s'atorguen els premis Bibliotecari de l'any i bibliotecari d'honor. Entre els premiats dels Premis Samaruc, hi ha Eva Peydró (2008) i Gemma Pasqual (2015).